# Dekanat Pelhřimov
Dekanat Pelhřimov – jeden z 10 dekanatów diecezji czeskobudziejowickiej w Czechach. W jego skład wchodzi 38 parafii. 

## Lista parafii
| Lp. | Miejscowość                 | Parafia                                        |
| --- | --------------------------- | ---------------------------------------------- |
| 1   | Božejov                     | Parafia św. Jerzego                            |
| 2   | Branišov - Větrný Jeníkov   | Parafia Narodzenia Najświętszej Maryi Panny    |
| 3   | Cetoraz                     | Parafia św. Wacława                            |
| 4   | Častrov                     | Parafia św. Mikołaja                           |
| 5   | Černovice                   | Parafia Podwyższenia Krzyża Świętego           |
| 6   | Červená Řečice              | Parafia św. Marii Magdaleny                    |
| 7   | Dušejov                     | Parafia św. Bartłomieja                        |
| 8   | Horní Cerekev               | Parafia Zwiastowania Pańskiego                 |
| 9   | Hořepník                    | Parafia Trójcy Przenajświętszej                |
| 10  | Chvojnov                    | Parafia Wniebowzięcia Najświętszej Maryi Panny |
| 11  | Jindřichův Hradec           | Parafia Wniebowzięcia Najświętszej Maryi Panny |
| 12  | Kamenice nad Lipou          | Parafia Wszystkich Świętych                    |
| 13  | Klášter                     | Parafia Trójcy Przenajświętszej                |
| 14  | Košetice                    | Parafia św. Jana Chrzciciela                   |
| 15  | Křeč                        | Parafia św. Jakuba Starszego Apostoła          |
| 16  | Křešín                      | Parafia św. Bartłomieja                        |
| 17  | Libkova Voda                | Parafia Świętych Apostołów Piotra i Pawła      |
| 18  | Lidmaň                      | Parafia Narodzenia Najświętszej Maryi Panny    |
| 19  | Lukavec                     | Parafia św. Wacława                            |
| 20  | Mnich                       | Parafia św. Jana Chrzciciela                   |
| 21  | Nová Cerekev                | Parafia św. Tomasza Becketa                    |
| 22  | Nový Rychnov                | Parafia Wniebowzięcia Najświętszej Maryi Panny |
| 23  | Onšov                       | Parafia św. Marcina                            |
| 24  | Pacov                       | Parafia św. Michała                            |
| 25  | Pelhřimov                   | Parafia św. Bartłomieja                        |
| 26  | Počátky                     | Parafia św. Jana Chrzciciela                   |
| 27  | Pošná                       | Parafia św. Bartłomieja                        |
| 28  | Rynárec                     | Parafia św. Wawrzyńca                          |
| 29  | Smrčná                      | Parafia św. Mikołaja                           |
| 30  | Těmice                      | Parafia św. Jana Apostoła                      |
| 31  | Velká Chyška                | Parafia św. Jana Chrzciciela                   |
| 32  | Veselá u Kamenice nad Lipou | Parafia św. Jakuba Starszego Apostoła          |
| 33  | Věžná                       | Parafia św. Jerzego                            |
| 34  | Vyklantice                  | Parafia św. Jana Nepomucena                    |
| 35  | Vyskytná                    | Parafia Imienia Najświętszej Maryi Panny       |
| 36  | Zachotín                    | Parafia Narodzenia Najświętszej Maryi Panny    |
| 37  | Zhoř u Pacova               | Parafia Wniebowzięcia Najświętszej Maryi Panny |
| 38  | Žirovnice                   | Parafia św. Filipa i św. Jakuba                |